# صلح‌دارکلا (بابل)
صلح دارکلا ، روستایی است از توابع بخش بندپی غربی شهرستان بابل در استان مازندران ایران.

## جمعیت
این روستا در دهستان شهیدآباد قرار دارد و براساس سرشماری مرکز آمار ایران در سال ۱۳۸۵، جمعیت آن ۸۸۹ نفر (۲۵۸خانوار) بوده‌است.